# Carlo di Leiningen (principe 1898)
Carlo, Principe di Leiningen (tedesco: Friedrich Karl Eduard Erwin, Fürst zu Leiningen; Strasburgo, 13 febbraio 1898 – Saransk, 2 agosto 1946), era il figlio di Emich, V Principe di Leiningen. Fu il titolare Principe di Leiningen dal 1939 fino alla sua morte.

## Biografia

### Infanzia
Carlo nacque a Strasburgo come secondogenito e primo figlio maschio di Emich, V Principe di Leiningen (1866–1939), (figlio di Ernesto Leopoldo, IV Principe di Leiningen e della Principessa Maria di Baden) e di sua moglie, la Principessa Feodora di Hohenlohe-Langenburg (1866–1932), (figlia di Ermanno, Principe di Hohenlohe-Langenburg e della Principessa Leopoldina di Baden). Attraverso suo padre era discendente di Gustavo IV Adolfo di Svezia.

### Matrimonio
Carlo sposò il 25 novembre 1925 a Langenburg la Granduchessa Marija Kirillovna di Russia (1907–1951), figlia maggiore di Kirill Vladimirovič, Granduca di Russia e di sua moglie la Principessa Vittoria Melita di Sassonia-Coburgo e Gotha.

### Principe di Leiningen
Alla morte di suo padre nel 1939, Carlo diventò il titolare pretendente Principe di Leiningen.

### Prigioniero di guerra e morte
Fu un prigioniero di guerra nell'Unione Sovietica dove morì nel 1946 a Saransk.

## Discendenza
Il principe e la moglie Marija Kirillovna Romanova ebbero sette figli:
- Emich Kirill, Principe di Leiningen (18 ottobre 1926 – 30 ottobre 1991), sposò nel 1950 la Duchessa Eilika di Oldenburg, ebbe figli.
- Principe Carlo di Leiningen (2 gennaio 1928 – 28 settembre 1990), sposò nel 1957 la Principessa Maria Luisa di Bulgaria, ebbe figli.
- Principessa Kira di Leiningen (18 luglio 1930 – 24 settembre 2005), sposò nel 1963 il Principe Andrej di Jugoslavia, ebbe figli.
- Principessa Margherita di Leiningen (9 maggio 1932 – 16 giugno 1996); sposò nel 1951 Federico Guglielmo, Principe di Hohenzollern, ebbe figli.
- Principessa Mechtilde di Leiningen (n. 2 gennaio 1936), sposò nel 1961 Karl Anton Bauscher, ebbe figli.
- Principe Federico di Leiningen (18 giugno 1938 – 29 agostilo 1998), sposò prima nel 1960 Karin-Evelyne Göss, divorziarono nel 1962, senza figli; sposò nel 1971 Helga Eschenbacher, senza figli.
- Principe Pietro di Leiningen (23 dicembre 1942 – 12 gennaio 1943)

## Titoli e trattamento
- 13 febbraio 1898 – 5 aprile 1904: Sua Altezza Serenissima Principe Carlo di Leiningen
- 5 aprile 1904 – 18 luglio 1939: Sua Altezza Serenissima Il Principe Ereditario di Leiningen
- 18 luglio 1939 – 2 agosto 1946: (titolare) Sua Altezza Serenissima Principe di Leiningen

## Ascendenza
|                                 |                                   |                                          | Genitori                              |  |  | Nonni |  |  | Bisnonni           |  |  | Trisnonni                 |  |
|                                 |                                   |                                          |                                       |  |  |       |  |  | Carlo di Leiningen |  |  | Emilio Carlo di Leiningen |  |
|                                 |                                   |                                          |                                       |  |  |       |  |  | Carlo di Leiningen |  |  | Emilio Carlo di Leiningen |  |
|                                 |                                   | Vittoria di Sassonia-Coburgo-Saalfeld    |                                       |  |  |       |  |  | Carlo di Leiningen |  |  |                           |  |
| Ernesto Leopoldo di Leiningen   |                                   |                                          |                                       |  |  |       |  |  | Carlo di Leiningen |  |  |                           |  |
|                                 |                                   | Contessa Maria Klebelsber                | Massimiliano, Conte di Klebelsberg    |  |  |       |  |  |                    |  |  |                           |  |
|                                 |                                   | Contessa Maria Klebelsber                | Massimiliano, Conte di Klebelsberg    |  |  |       |  |  |                    |  |  |                           |  |
|                                 |                                   | Contessa Maria Klebelsber                | Maria Anna von Turba                  |  |  |       |  |  |                    |  |  |                           |  |
| Emich di Leiningen              |                                   | Contessa Maria Klebelsber                |                                       |  |  |       |  |  |                    |  |  |                           |  |
|                                 |                                   | Leopoldo di Baden                        | Carlo Federico di Baden               |  |  |       |  |  |                    |  |  |                           |  |
|                                 |                                   | Leopoldo di Baden                        | Carlo Federico di Baden               |  |  |       |  |  |                    |  |  |                           |  |
|                                 |                                   | Leopoldo di Baden                        | Luisa Carolina Geyer di Geyersberg    |  |  |       |  |  |                    |  |  |                           |  |
| Maria di Baden                  |                                   | Leopoldo di Baden                        |                                       |  |  |       |  |  |                    |  |  |                           |  |
|                                 |                                   | Sofia Guglielmina di Svezia              | Gustavo IV Adolfo di Svezia           |  |  |       |  |  |                    |  |  |                           |  |
|                                 |                                   | Sofia Guglielmina di Svezia              | Gustavo IV Adolfo di Svezia           |  |  |       |  |  |                    |  |  |                           |  |
|                                 |                                   | Sofia Guglielmina di Svezia              | Federica di Baden                     |  |  |       |  |  |                    |  |  |                           |  |
| Carlo di Leiningen              |                                   | Sofia Guglielmina di Svezia              |                                       |  |  |       |  |  |                    |  |  |                           |  |
|                                 | Ernesto I di Hohenlohe-Langenburg | Carlo Ludovico I di Hohenlohe-Langenburg |                                       |  |  |       |  |  |                    |  |  |                           |  |
|                                 | Ernesto I di Hohenlohe-Langenburg | Carlo Ludovico I di Hohenlohe-Langenburg |                                       |  |  |       |  |  |                    |  |  |                           |  |
|                                 | Ernesto I di Hohenlohe-Langenburg | Amalia Enrichetta di Solms-Baruth        |                                       |  |  |       |  |  |                    |  |  |                           |  |
| Ermanno di Hohenlohe-Langenburg | Ernesto I di Hohenlohe-Langenburg |                                          |                                       |  |  |       |  |  |                    |  |  |                           |  |
|                                 |                                   | Feodora di Leiningen                     | Emilio Carlo di Leiningen             |  |  |       |  |  |                    |  |  |                           |  |
|                                 |                                   | Feodora di Leiningen                     | Emilio Carlo di Leiningen             |  |  |       |  |  |                    |  |  |                           |  |
|                                 |                                   | Feodora di Leiningen                     | Vittoria di Sassonia-Coburgo-Saalfeld |  |  |       |  |  |                    |  |  |                           |  |
| Feodora di Hohenlohe-Langenburg |                                   | Feodora di Leiningen                     |                                       |  |  |       |  |  |                    |  |  |                           |  |
|                                 |                                   | Guglielmo di Baden                       | Carlo Federico di Baden               |  |  |       |  |  |                    |  |  |                           |  |
|                                 |                                   | Guglielmo di Baden                       | Carlo Federico di Baden               |  |  |       |  |  |                    |  |  |                           |  |
|                                 |                                   | Guglielmo di Baden                       | Luisa Carolina Geyer di Geyersberg    |  |  |       |  |  |                    |  |  |                           |  |
| Leopoldina di Baden             |                                   | Guglielmo di Baden                       |                                       |  |  |       |  |  |                    |  |  |                           |  |
|                                 |                                   | Elisabetta Alessandrina di Württemberg   | Ludovico di Württemberg               |  |  |       |  |  |                    |  |  |                           |  |
|                                 |                                   | Elisabetta Alessandrina di Württemberg   | Ludovico di Württemberg               |  |  |       |  |  |                    |  |  |                           |  |
|                                 |                                   | Elisabetta Alessandrina di Württemberg   | Enrichetta di Nassau-Weilburg         |  |  |       |  |  |                    |  |  |                           |  |
|                                 |                                   | Elisabetta Alessandrina di Württemberg   |                                       |  |  |       |  |  |                    |  |  |                           |  |